# Очиваронго
Очиваронго (на африканс Otjiwarongo) е град в северозападна Намибия. Разположен е на ЖП линия Транс Намиб. Името му на местните езици означава „Прекрасно място“, а също и „Мястото, където дебелите крави пасат“. Население около 22 000 жители към 2003 г.
Градът е разположен на кръстопът. Тук се пресичат железопътна линия, с отклонение към Утийо, главен път В1, пътя за Национален парк Етоша и пътя за 'златния триъгълник' на градовете Отави, Цумеб и Грутфонтейн.
Най-интересна дестинация за туристите посетили Очиваронго е Природния парк Плато Ватерберг. Намибия е "Световна столица на гепардите", а Очиваронго е седалище на Фондация АфриКат. Това е международна организация, чиято цел е опазване на вида посредством опозноване, научни изследвания и образователни програми. На около 50 мили от Очиваронго е градчето Оконджима - седалище на фондацията. В покрайнините на града се намира ферма за крокодили. Тя изпълнява програма за развъждане в плен и отглеждане на Нилски крокодил. Фермата е ретистрирана в CITES (Конвенция за международна търговия със застрашени видове от дивата фауна и флора). Фермата добива кожи и месо от крокодили. Кожите се изнасят извън граница, докато месото се продава на вътрешния пазар. Очиваронго е известен и със своя Локомотив № 41, закупен от Германия за да превозва руда между Цумеб и пристанището на Свакопмунд.
Тук е и дома на около 20 % от днешната популация от гепарди.